# 最佳新人獎 (金曲獎)
金曲獎最佳新人獎是由文化部影視及流行音樂產業局在臺灣舉辦的金曲獎現行頒發獎項。獎項於1990年的第1屆金曲獎首度頒發。現行最佳新人獎規則為未曾發行過作品，且參賽作品限為頒獎年前一年首次發行，可以個人或團體組合以及樂團形式等名義報名；曾發行專輯後更名者不符資格。

## 歷屆得獎暨入圍名單
|  | 獲獎者 |

- 1990年（第1屆）起獎項名稱為「新人獎」。

### 新人獎（第1屆－第7屆）
| 年份 （屆次）  | 入圍名單                                               | 備註          |
| -------------- | ------------------------------------------------------ | ------------- |
| 1989 （第1屆） | 伍思凱 《我最愛的朋友》 可登有聲出版社有限公司         | [ 1 ] [ 2 ]   |
| 1989 （第1屆） | 邰正宵／《理想男孩》／飛碟企業有限公司                 | [ 1 ] [ 2 ]   |
| 1989 （第1屆） | 馬毓芬／《最近》／可登有聲出版社有限公司               | [ 1 ] [ 2 ]   |
| 1989 （第1屆） | 張雨生／《天天想你》／飛碟企業有限公司                 | [ 1 ] [ 2 ]   |
| 1989 （第1屆） | 鄭婷／《心中在下雪》／寶麗金唱片股份有限公司           | [ 1 ] [ 2 ]   |
| 1990 （第2屆） | 黃小琥 《不只是朋友》 可登有聲出版社有限公司           | [ 3 ] [ 4 ]   |
| 1990 （第2屆） | 李明依／《是不是一定要我像你》／滾石有聲出版社有限公司 | [ 3 ] [ 4 ]   |
| 1990 （第2屆） | 林芸／《誰說愛情不會有奇蹟》／藍與白唱片有限公司       | [ 3 ] [ 4 ]   |
| 1990 （第2屆） | 江念庭／《滿街都是寂寞的朋友嗎》／藍與白唱片有限公司   | [ 3 ] [ 4 ]   |
| 1990 （第2屆） | 黃心懋／《你愛的是我還是別人》／滾石有聲出版社有限公司 | [ 3 ] [ 4 ]   |
| 1991 （第3屆） | 霍正奇 《雨的臉 我的臉》 飛鷹製作有限公司              | [ 5 ] [ 6 ]   |
| 1991 （第3屆） | 林立洋／《當我懂得》／飛碟企業有限公司                 | [ 5 ] [ 6 ]   |
| 1991 （第3屆） | 周子寒／《聽說你離開他》／藍與白唱片有限公司           | [ 5 ] [ 6 ]   |
| 1991 （第3屆） | 辛隆／《深情．奇怪．小伙子》／歌林股份有限公司         | [ 5 ] [ 6 ]   |
| 1991 （第3屆） | 黃怡／《少年心》／可登有聲出版有限公司                 | [ 5 ] [ 6 ]   |
| 1992 （第4屆） | 蔡小虎 《往事甭提起》 歌林股份有限公司                 | [ 7 ] [ 8 ]   |
| 1992 （第4屆） | 林俊逸／《用愛擁抱世界》／百得文化出版有限公司         | [ 7 ] [ 8 ]   |
| 1993 （第5屆） | 眭澔平 《飛夢天涯》 歌林股份有限公司                   | [ 9 ] [ 10 ]  |
| 1993 （第5屆） | 俞智凱／《眼淚》／新笛唱片有限公司                     | [ 9 ] [ 10 ]  |
| 1993 （第5屆） | 徐世珍／《來不及說》／鄉城唱片股份有限公司             | [ 9 ] [ 10 ]  |
| 1993 （第5屆） | 袁毓敏／《幾度花落時》／上揚有聲出版有限公司           | [ 9 ] [ 10 ]  |
| 1993 （第5屆） | 黃思婷／《双叉路口 甭講傷心話》／豪記影視唱片有限公司  | [ 9 ] [ 10 ]  |
| 1994 （第6屆） | 陳震 《不要讓我再愛你再想你》 藍與白唱片有限公司       | [ 11 ] [ 12 ] |
| 1994 （第6屆） | 陳亞蘭／《無情人有情天》／點將股份有限公司             | [ 11 ] [ 12 ] |
| 1994 （第6屆） | 陳瑞洪／《愛情的過路人 水中月》／歌林股份有限公司      | [ 11 ] [ 12 ] |
| 1996 （第7屆） | 劉依純 《真心變無心》 台灣滾石唱片股份有限公司         | [ 13 ] [ 14 ] |
| 1996 （第7屆） | 范曉萱／《自言自語》／福茂唱片音樂股份有限公司         | [ 13 ] [ 14 ] |
| 1996 （第7屆） | 張克帆／《還記得我嗎》／波麗佳音股份有限公司           | [ 13 ] [ 14 ] |
| 1996 （第7屆） | 李度／《好想好好》／台灣滾石唱片股份有限公司           | [ 13 ] [ 14 ] |

### 最佳新人獎（第8屆－第14屆）
- 1997年（第8屆）起獎項名稱更名為「最佳新人獎」。

| 年份 （屆次）   | 入圍名單                                                           | 備註          |
| --------------- | ------------------------------------------------------------------ | ------------- |
| 1997 （第8屆）  | 彭佳慧 《說真心話》 巨石音樂股份有限公司                           | [ 15 ] [ 16 ] |
| 1997 （第8屆）  | 李雨寰、蘇婭（dMDM）／《愛上你只是我的錯》／魔岩唱片股份有限公司   | [ 15 ] [ 16 ] |
| 1997 （第8屆）  | 黃名偉／《戀戀情深》／台灣藝能動音有限公司                         | [ 15 ] [ 16 ] |
| 1997 （第8屆）  | 黃嘉千／《愛都給我》／台灣滾石唱片股份有限公司                     | [ 15 ] [ 16 ] |
| 1998 （第9屆）  | 陶喆 《陶喆》 金點唱片國際股份有限公司                             | [ 17 ] [ 18 ] |
| 1998 （第9屆）  | 順子／《順子SHUNZA》／魔岩唱片股份有限公司                         | [ 17 ] [ 18 ] |
| 1998 （第9屆）  | 動力火車／《無情的情書》／上華國際企業股份有限公司                 | [ 17 ] [ 18 ] |
| 1998 （第9屆）  | 陳曉東／《心有獨鍾》／寶麗金唱片股份有限公司                       | [ 17 ] [ 18 ] |
| 1998 （第9屆）  | 山風點伙／《深藏不露》／立得唱片事業有限公司                       | [ 17 ] [ 18 ] |
| 1999 （第10屆） | 林曉培 《Shino 林曉培》 友善的狗有限公司                           | [ 19 ] [ 20 ] |
| 1999 （第10屆） | 陳綺貞／《讓我想一想》／魔岩唱片股份有限公司                       | [ 19 ] [ 20 ] |
| 1999 （第10屆） | 阮丹青／《跟蹤》／上華國際企業股份有限公司                         | [ 19 ] [ 20 ] |
| 1999 （第10屆） | 黃小楨／《賞味期限》／友善的狗有限公司                             | [ 19 ] [ 20 ] |
| 1999 （第10屆） | 劉沁／《青睞》／滾石國際音樂股份有限公司                           | [ 19 ] [ 20 ] |
| 2000 （第11屆） | 紀曉君 《太陽 風 草原的聲音》 魔岩唱片股份有限公司                 | [ 21 ] [ 22 ] |
| 2000 （第11屆） | 何欣穗／《完美小姐》／喜樂音音樂股份有限公司                       | [ 21 ] [ 22 ] |
| 2000 （第11屆） | 秀蘭瑪雅／《友情人》／大旗製作股份有限公司                         | [ 21 ] [ 22 ] |
| 2000 （第11屆） | 江美琪／《我愛王菲》／香港商維京百代音樂事業股份有限公司台灣分公司 | [ 21 ] [ 22 ] |
| 2000 （第11屆） | 蔡健雅／《呼吸》／環球國際唱片股份有限公司                         | [ 21 ] [ 22 ] |
| 2001 （第12屆） | 孫燕姿 《孫燕姿同名專輯》 華納國際音樂股份有限公司                 | [ 23 ] [ 24 ] |
| 2001 （第12屆） | 周杰倫／《杰倫》／博德曼股份有限公司                               | [ 23 ] [ 24 ] |
| 2001 （第12屆） | 戴佩妮／《Penny》／科藝百代股份有限公司                            | [ 23 ] [ 24 ] |
| 2001 （第12屆） | 林凡／《Freya》／上華國際企業股份有限公司                          | [ 23 ] [ 24 ] |
| 2001 （第12屆） | 范瑋琪／《范范的世界》／福茂唱片音樂股份有限公司                   | [ 23 ] [ 24 ] |
| 2002 （第13屆） | 孔令奇 《01》 滾石國際音樂股份有限公司                             | [ 25 ] [ 26 ] |
| 2002 （第13屆） | S.H.E／《女生宿舍》／華研國際音樂股份有限公司                      | [ 25 ] [ 26 ] |
| 2002 （第13屆） | 易桀齊／《易齊第一張創作專輯》／豐華唱片股份有限公司               | [ 25 ] [ 26 ] |
| 2002 （第13屆） | 許哲珮／《汽球》／亞洲歌萊美傳播股份有限公司                       | [ 25 ] [ 26 ] |
| 2002 （第13屆） | 黃湘怡／《等》／新力哥倫比亞音樂股份有限公司                       | [ 25 ] [ 26 ] |
| 2003 （第14屆） | 許慧欣 《快樂為主》 上華國際企業股份有限公司                       | [ 27 ] [ 28 ] |
| 2003 （第14屆） | 張智成／《May I Love You》／華研國際音樂股份有限公司               | [ 27 ] [ 28 ] |
| 2003 （第14屆） | 阿杜／《天黑》／華宇唱片股份有限公司                               | [ 27 ] [ 28 ] |
| 2003 （第14屆） | 范逸臣／《范逸臣》／豐華唱片股份有限公司                           | [ 27 ] [ 28 ] |
| 2003 （第14屆） | Lisa／《More Lisa》／嘉瑪音樂國際有限公司                          | [ 27 ] [ 28 ] |

### 最佳演唱新人獎（第15屆）
- 2004年（第15屆）獎項名稱更名為「最佳演唱新人獎」。

| 年份 （屆次）   | 入圍名單                                                  | 備註          |
| --------------- | --------------------------------------------------------- | ------------- |
| 2004 （第15屆） | 林俊傑 《樂行者》 華宇唱片股份有限公司                    | [ 29 ] [ 30 ] |
| 2004 （第15屆） | 吳亦帆／《我的音樂勇闖天涯》／大旗製作股份有限公司        | [ 29 ] [ 30 ] |
| 2004 （第15屆） | 阿桑／《受了點傷》／華研國際音樂股份有限公司              | [ 29 ] [ 30 ] |
| 2004 （第15屆） | 宋岳庭／《Life's a Struggle》／原動力文化發展事業有限公司 | [ 29 ] [ 30 ] |
| 2004 （第15屆） | 陳嘉唯／《Who's Renee》／華納國際音樂股份有限公司         | [ 29 ] [ 30 ] |

### 最佳國語、台語、客語、原住民語演唱新人獎（第16屆）
- 2005年（第16屆）獎項分為「最佳國語演唱新人獎」、「最佳台語演唱新人獎」、「最佳客語演唱新人獎」、「最佳原住民語演唱新人獎」4類，其中台語類從缺。

| 年份 （屆次）   | 入圍名單                                                             | 備註          |
| --------------- | -------------------------------------------------------------------- | ------------- |
| 2005 （第16屆） | （國語） F.I.R. 《F.I.R.飛兒樂團 同名專輯》 華納國際音樂股份有限公司 | [ 31 ] [ 32 ] |
| 2005 （第16屆） | 林冠吟／《我是火星人》／奇蹟國際多媒體股份有限公司                   | [ 31 ] [ 32 ] |
| 2005 （第16屆） | 張峰奇／《張峰奇創作輯》／太藝傳播有限公司                           | [ 31 ] [ 32 ] |
| 2005 （第16屆） | 黃義達／《無法定義》／新力哥倫比亞音樂股份有限公司                   | [ 31 ] [ 32 ] |
| 2005 （第16屆） | （台語） 【從缺】                                                    | [ 31 ] [ 32 ] |
| 2005 （第16屆） | （客語） 徐筱寧 《靚細妹》 揚笙文化傳播有限公司                      | [ 31 ] [ 32 ] |
| 2005 （第16屆） | 陳雙／《夜合》／千珊影視傳播有限公司                                 | [ 31 ] [ 32 ] |
| 2005 （第16屆） | （原住民語） 拉卡‧巫茂 《飛‧回家》 夏黎寶工作室                      | [ 31 ] [ 32 ] |
| 2005 （第16屆） | 白紫／《白紫》／金革科技股份有限公司                                 | [ 31 ] [ 32 ] |

### 最佳流行音樂演唱新人獎（第17屆）
- 2006年（第17屆）獎項合併名為「最佳流行音樂演唱新人獎」。

| 年份 （屆次）   | 入圍名單                                                       | 備註          |
| --------------- | -------------------------------------------------------------- | ------------- |
| 2006 （第17屆） | 林宇中 《個人首張專輯》 海蝶音樂股份有限公司                   | [ 33 ] [ 34 ] |
| 2006 （第17屆） | 劉允樂／《允樂》／大無限國際娛樂有限公司                       | [ 33 ] [ 34 ] |
| 2006 （第17屆） | 李崗霖／《祈禱》／香港商維京百代音樂事業股份有限公司台灣分公司 | [ 33 ] [ 34 ] |
| 2006 （第17屆） | 同恩／《做自己》／豐華唱片股份有限公司                         | [ 33 ] [ 34 ] |

### 最佳新人獎（第18屆）
- 2007年（第18屆）獎項名稱更名為「最佳新人獎」。

| 年份 （屆次）   | 入圍名單                                         | 備註          |
| --------------- | ------------------------------------------------ | ------------- |
| 2007 （第18屆） | 黃建為 《Over the Way》 風潮音樂國際股份有限公司 | [ 35 ] [ 36 ] |
| 2007 （第18屆） | 弦子／《首張同名專輯》／喜歡音樂有限公司         | [ 35 ] [ 36 ] |
| 2007 （第18屆） | A-Lin／《失戀無罪》／艾迴股份有限公司            | [ 35 ] [ 36 ] |
| 2007 （第18屆） | 蔡旻佑／《19》／新力博德曼音樂娛樂股份有限公司   | [ 35 ] [ 36 ] |

### 最具潛力新人獎（第19屆）
- 2008年（第19屆）獎項名稱更名為「最具潛力新人獎」。

| 年份 （屆次）   | 入圍名單                                          | 備註          |
| --------------- | ------------------------------------------------- | ------------- |
| 2008 （第19屆） | 蕭賀碩 《碩一碩的流浪地圖》 碩果音樂工作室        | [ 37 ] [ 38 ] |
| 2008 （第19屆） | 閻韋伶／《傻孩子》／上多利國際娛樂有限公司        | [ 37 ] [ 38 ] |
| 2008 （第19屆） | 呂莘／《心動的時刻》／喜國娛樂事業有限公司        | [ 37 ] [ 38 ] |
| 2008 （第19屆） | 羅思容／《每日》／大大樹音樂圖像有限公司          | [ 37 ] [ 38 ] |
| 2008 （第19屆） | 吳听徹／《徹夜未眠》／我董娛樂經紀有限公司        | [ 37 ] [ 38 ] |
| 2008 （第19屆） | WOW／《頭號人物》／新力博德曼音樂娛樂股份有限公司 | [ 37 ] [ 38 ] |

### 最佳新人獎（第20屆－至今）
- 2009年（第20屆）起獎項名稱更名為「最佳新人獎」。

| 年份 （屆次）   | 入圍名單                                                               | 備註                 |
| --------------- | ---------------------------------------------------------------------- | -------------------- |
| 2009 （第20屆） | 盧廣仲 《100種生活》 添翼創越工作室                                    | [ 39 ] [ 40 ]        |
| 2009 （第20屆） | 梁文音／《愛的詩篇》／環球國際唱片股份有限公司                         | [ 39 ] [ 40 ]        |
| 2009 （第20屆） | 蕭閎仁／《蕭閎仁》／台灣索尼音樂娛樂股份有限公司                       | [ 39 ] [ 40 ]        |
| 2009 （第20屆） | 王若琳／《Start from Here》／台灣索尼音樂娛樂股份有限公司              | [ 39 ] [ 40 ]        |
| 2009 （第20屆） | 蕭敬騰／《蕭敬騰同名專輯》／華納國際音樂股份有限公司                   | [ 39 ] [ 40 ]        |
| 2009 （第20屆） | 林宥嘉／《神秘嘉賓》／華研國際音樂股份有限公司                         | [ 39 ] [ 40 ]        |
| 2010 （第21屆） | 徐佳瑩 《Lala創作專輯》 亞神音樂娛樂股份有限公司                       | [ 41 ] [ 42 ]        |
| 2010 （第21屆） | 藍又時／《秘密》／亞洲獅國際藝術股份有限公司                           | [ 41 ] [ 42 ]        |
| 2010 （第21屆） | 謝和弦／《雖然很芭樂》／亞神音樂娛樂股份有限公司                       | [ 41 ] [ 42 ]        |
| 2010 （第21屆） | 高以愛／《Alisa》／環球國際唱片股份有限公司                            | [ 41 ] [ 42 ]        |
| 2010 （第21屆） | 杜振熙／《Winter Sweet》／顏社企業有限公司                             | [ 41 ] [ 42 ]        |
| 2011 （第22屆） | 韋禮安 《韋禮安》 福茂唱片音樂股份有限公司                             | [ 43 ] [ 44 ]        |
| 2011 （第22屆） | io／《就算今天贏了 明天又會如何？》／艾歐音樂有限公司                  | [ 43 ] [ 44 ]        |
| 2011 （第22屆） | 嚴爵／《謝謝你的美好》／相信音樂國際股份有限公司                       | [ 43 ] [ 44 ]        |
| 2011 （第22屆） | MATZKA／《MATZKA》／有凰音樂股份有限公司                               | [ 43 ] [ 44 ]        |
| 2012 （第23屆） | 以莉‧高露 《輕快的生活》 風潮音樂國際股份有限公司                      | [ 45 ] [ 46 ]        |
| 2012 （第23屆） | 吳南穎／《我只是吳南穎》／無非文化有限公司                             | [ 45 ] [ 46 ]        |
| 2012 （第23屆） | 女孩與機器人／《Miss November》／亞神音樂娛樂股份有限公司              | [ 45 ] [ 46 ]        |
| 2012 （第23屆） | 鄧福如／《原來如此！！》／豐華唱片股份有限公司                         | [ 45 ] [ 46 ]        |
| 2012 （第23屆） | 李佳薇／《感謝愛人》／華納國際音樂股份有限公司                         | [ 45 ] [ 46 ]        |
| 2013 （第24屆） | 葛仲珊 《Knock Out 葛屁》 顏社企業有限公司                             | [ 47 ] [ 48 ]        |
| 2013 （第24屆） | 呂薔／《We Don't Talk》／亞蔚創意科技有限公司                          | [ 47 ] [ 48 ]        |
| 2013 （第24屆） | 桑布伊／《Dalan 路》／卡達德邦文化工作室                               | [ 47 ] [ 48 ]        |
| 2013 （第24屆） | 白安／《麥田捕手》／相信音樂國際股份有限公司                           | [ 47 ] [ 48 ]        |
| 2013 （第24屆） | 家家／《忘不記》／相信音樂國際股份有限公司                             | [ 47 ] [ 48 ]        |
| 2013 （第24屆） | 艾怡良／《如果你愛我》／台灣索尼音樂娛樂股份有限公司                   | [ 47 ] [ 48 ]        |
| 2013 （第24屆） | 歐開合唱團／《O-Kai A Cappella》／角頭文化事業股份有限公司             | [ 47 ] [ 48 ]        |
| 2014 （第25屆） | 李榮浩 《模特》 紅柿子音樂工作室                                       | [ 49 ] [ 50 ]        |
| 2014 （第25屆） | 陳建瑋／《30出頭》／小宇宙音樂工作室                                   | [ 49 ] [ 50 ]        |
| 2014 （第25屆） | 師子吼／《1/84000》／三川娛樂有限公司                                  | [ 49 ] [ 50 ]        |
| 2014 （第25屆） | 放客兄弟／《放客兄弟》／木梯創意工作室有限公司                         | [ 49 ] [ 50 ]        |
| 2014 （第25屆） | 小人／《小人國》／人人有功練音樂工作室                                 | [ 49 ] [ 50 ]        |
| 2014 （第25屆） | 劉思涵／《擁抱你》／種子音樂有限公司                                   | [ 49 ] [ 50 ]        |
| 2015 （第26屆） | BOXING樂團 《BOXING》 環球國際唱片股份有限公司                         | [ 51 ] [ 52 ]        |
| 2015 （第26屆） | 符致逸／《Good Morning, Hard City》／滾石國際音樂股份有限公司          | [ 51 ] [ 52 ]        |
| 2015 （第26屆） | 孫盛希／《Girls》／滾石國際音樂股份有限公司                            | [ 51 ] [ 52 ]        |
| 2015 （第26屆） | 陳惠婷／《21克》／台灣索尼音樂娛樂股份有限公司                         | [ 51 ] [ 52 ]        |
| 2015 （第26屆） | 王彙筑／《少女維拉》／果核有限公司                                     | [ 51 ] [ 52 ]        |
| 2016 （第27屆） | 謝震廷 《查理 Progress Reports》 十全媒體娛樂行銷股份有限公司          | [ 53 ] [ 54 ]        |
| 2016 （第27屆） | Hello Nico／《熟悉的荒涼》／黑市音樂有限公司                           | [ 53 ] [ 54 ]        |
| 2016 （第27屆） | 柯智棠／《你不真的想流浪》／台灣索尼音樂娛樂股份有限公司               | [ 53 ] [ 54 ]        |
| 2016 （第27屆） | 岑寧兒／《Here》／如此有限公司                                         | [ 53 ] [ 54 ]        |
| 2016 （第27屆） | 張三李四／《張三李四》／安樂茂思國際事業有限公司                       | [ 53 ] [ 54 ]        |
| 2016 （第27屆） | 蘇運瑩／《冥明》／台灣索尼音樂娛樂股份有限公司                         | [ 53 ] [ 54 ]        |
| 2016 （第27屆） | 熊仔／《∞ 無限》／人人有功練音樂工作室                                 | [ 53 ] [ 54 ]        |
| 2017 （第28屆） | 草東沒有派對 《醜奴兒》 石皮有限公司                                   | [ 55 ] [ 56 ]        |
| 2017 （第28屆） | FLUX／《多元觀點》／禾廣娛樂股份有限公司                               | [ 55 ] [ 56 ]        |
| 2017 （第28屆） | Mr. Miss／《先生小姐》／風花雪月音樂文化事業有限公司                   | [ 55 ] [ 56 ]        |
| 2017 （第28屆） | 郭修彧／《抽象圖》／薩摩亞商妮樂佛創意有限公司台灣分公司               | [ 55 ] [ 56 ]        |
| 2017 （第28屆） | Erika／《I Am Erika》／華納國際音樂股份有限公司                        | [ 55 ] [ 56 ]        |
| 2017 （第28屆） | 宮閣／《GONG》／台灣索尼音樂娛樂股份有限公司                           | [ 55 ] [ 56 ]        |
| 2018 （第29屆） | 茄子蛋 《卡通人物》 艾格普蘭特艾格有限公司                             | [ 57 ] [ 58 ]        |
| 2018 （第29屆） | 鄭興／《忽然有一天，我離開了台北》／橘子音樂股份有限公司               | [ 57 ] [ 58 ]        |
| 2018 （第29屆） | J.Sheon／《街巷》／台灣索尼音樂娛樂股份有限公司                        | [ 57 ] [ 58 ]        |
| 2018 （第29屆） | 李權哲／《醒著不醉》／滾石國際音樂股份有限公司                         | [ 57 ] [ 58 ]        |
| 2018 （第29屆） | 閻奕格／《我有我自己》／華研國際音樂娛樂股份有限公司                   | [ 57 ] [ 58 ]        |
| 2018 （第29屆） | 蘇珮卿／《我們都是寂寞的》／台灣索尼音樂娛樂股份有限公司               | [ 57 ] [ 58 ]        |
| 2018 （第29屆） | 丁世光／《神經誌》／宏揚國際有限公司                                   | [ 57 ] [ 58 ]        |
| 2019 （第30屆） | ØZI 《ØZI: The Album》 新樂園音樂有限公司                              | [ 59 ] [ 60 ] [ 61 ] |
| 2019 （第30屆） | The Fur.／《Town》／空氣腦唱片有限公司                                 | [ 59 ] [ 60 ] [ 61 ] |
| 2019 （第30屆） | 王艷薇／《框不住的艷薇》／史科特音樂股份有限公司                       | [ 59 ] [ 60 ] [ 61 ] |
| 2019 （第30屆） | Karencici／《SHA YAN》／華研國際音樂股份有限公司                       | [ 59 ] [ 60 ] [ 61 ] |
| 2019 （第30屆） | 美秀集團／《電火王》／火氣音樂股份有限公司                             | [ 59 ] [ 60 ] [ 61 ] |
| 2019 （第30屆） | 厭世少年／《青春校園戀愛物語》／相知國際股份有限公司                   | [ 59 ] [ 60 ] [ 61 ] |
| 2019 （第30屆） | 劉柏辛／《2029》／街聲股份有限公司                                     | [ 59 ] [ 60 ] [ 61 ] |
| 2020 （第31屆） | 持修 《房間裡的大象》 野聲音娛樂有限公司                               | [ 62 ] [ 63 ]        |
| 2020 （第31屆） | 9m88／《平庸之上》／爵士寶貝有限公司                                   | [ 62 ] [ 63 ]        |
| 2020 （第31屆） | JADE／《Nemo》／愛貝克思股份有限公司                                   | [ 62 ] [ 63 ]        |
| 2020 （第31屆） | 高爾宣／《#osnrap》／史科特音樂股份有限公司                            | [ 62 ] [ 63 ]        |
| 2020 （第31屆） | 告五人／《我肯定在幾百年前就說過愛你》／相知國際股份有限公司           | [ 62 ] [ 63 ]        |
| 2020 （第31屆） | 莫宰羊／《幻想曲》／好有感覺音樂事業有限公司                           | [ 62 ] [ 63 ]        |
| 2020 （第31屆） | 楊士弘／《壞米仔》／台灣索尼音樂娛樂股份有限公司                       | [ 62 ] [ 63 ]        |
| 2021 （第32屆） | ?te 《A Bedroom of One's Own》 華風數位股份有限公司                    | [ 64 ] [ 65 ]        |
| 2021 （第32屆） | YELLOW／《浮世擊》／否極泰來音樂股份有限公司                           | [ 64 ] [ 65 ]        |
| 2021 （第32屆） | 熱寫生／《豆皮少年》／自由播種工作室                                   | [ 64 ] [ 65 ]        |
| 2021 （第32屆） | 李浩瑋／《Diamond in the Rough》／滾石國際音樂股份有限公司             | [ 64 ] [ 65 ]        |
| 2021 （第32屆） | 青蟲 aoi／《有你的故事》／洗耳恭聽股份有限公司                         | [ 64 ] [ 65 ]        |
| 2021 （第32屆） | 理想混蛋／《愚者》／何樂音樂有限公司                                   | [ 64 ] [ 65 ]        |
| 2021 （第32屆） | 李友廷／《如果你也愛我就好了》／華研國際音樂股份有限公司               | [ 64 ] [ 65 ]        |
| 2022 （第33屆） | 珂拉琪 《MEmento·MORI》 街聲股份有限公司                               | [ 66 ] [ 67 ]        |
| 2022 （第33屆） | 裝咖人／《夜官巡場》／庄尾文化聲音工作室                               | [ 66 ] [ 67 ]        |
| 2022 （第33屆） | 雷擎／《Dive & Give》／浮氣音樂有限公司                                | [ 66 ] [ 67 ]        |
| 2022 （第33屆） | 當代電影大師／《告訴我他們都在本來的什麼地方》／三角街藝術事業有限公司 | [ 66 ] [ 67 ]        |
| 2022 （第33屆） | 許光漢／《許光漢》／何樂音樂有限公司                                   | [ 66 ] [ 67 ]        |
| 2022 （第33屆） | 呂彥良／《新鮮的靈魂》／宏揚國際有限公司                               | [ 66 ] [ 67 ]        |
| 2022 （第33屆） | Haezee／《LOVE MAZE》／新禧未來音樂股份有限公司                        | [ 66 ] [ 67 ]        |
| 2023 （第34屆） | 洪佩瑜 《明室》 何樂音樂有限公司                                       | [ 68 ] [ 69 ]        |
| 2023 （第34屆） | 芒果醬／《新・寶島少年？》／給樂工作室                                 | [ 68 ] [ 69 ]        |
| 2023 （第34屆） | LÜCY／《LÜCY》／晚安島音樂娛樂有限公司                                 | [ 68 ] [ 69 ]        |
| 2023 （第34屆） | 黃浩庭 HAOTING／《萬壽菊》／夕陽音樂產業有限公司                       | [ 68 ] [ 69 ]        |
| 2023 （第34屆） | 鶴 The Crane／《TALENT》／新樂園音樂有限公司                           | [ 68 ] [ 69 ]        |
| 2023 （第34屆） | 潮州土狗／《狗狗歷險記》／奇洱文創有限公司                             | [ 68 ] [ 69 ]        |
| 2023 （第34屆） | 阿布絲／《ABUS》／華納國際音樂股份有限公司                             | [ 68 ] [ 69 ]        |
| 2024 （第35屆） | Makav 真愛 《寶藏 Treasure》 那屋瓦文化有限公司                        | [ 70 ] [ 71 ]        |
| 2024 （第35屆） | 鄭平／《簡單一句話》／吃淂開音樂有限公司                               | [ 70 ] [ 71 ]        |
| 2024 （第35屆） | 鄒序／《把水開著》／瑞泉文嘉股份有限公司                               | [ 70 ] [ 71 ]        |
| 2024 （第35屆） | 王ADEN／《Be a Lover》／愛騰音樂有限公司                               | [ 70 ] [ 71 ]        |
| 2024 （第35屆） | 徐暐翔／《躍》／台灣索尼音樂娛樂股份有限公司                           | [ 70 ] [ 71 ]        |
| 2024 （第35屆） | 鳳小岳／《柒》／環球國際唱片股份有限公司                               | [ 70 ] [ 71 ]        |
| 2024 （第35屆） | Jocelyn 9.4.0／《Jocelyn 9.4.0》／華風數位股份有限公司                 | [ 70 ] [ 71 ]        |
| 2025 （第36屆） | someshiit山姆 《愚公》 滾石移動股份有限公司                            |                      |
| 2025 （第36屆） | 鄭雙雙／《Time》／聲音的卡夫卡股份有限公司                             |                      |
| 2025 （第36屆） | 張淦勛／《雲就要翻過山》／街聲股份有限公司                             |                      |
| 2025 （第36屆） | 陳泳希／《當我不敢說》／華研國際音樂股份有限公司                       |                      |
| 2025 （第36屆） | 姑慕·巴紹／《Qrasun 格拉孫》／自在合作行                               |                      |
| 2025 （第36屆） | Andr／《shhh, it’s under my bed》／福祿壽音樂娛樂有限公司              |                      |

## 歷屆評論
| 年份 （屆次）   | 得獎者及專輯名稱                | 評論 |
| --------------- | ------------------------------- | --- |
| 2010 （第21屆） | 徐佳瑩《Lala》                  | 從選秀節目中脫穎而出，音樂以全創作備受矚目，唱功清新脫俗、撫慰人心。                                                                 |
| 2011 （第22屆） | 韋禮安《韋禮安》                | 由網路開始發光發熱，創作和演唱都十分出色。                                                                                           |
| 2012 （第23屆） | 以莉‧高露《輕快的生活》         | 作品融合爵士、bossa nova和阿美歌謠，搭配溫暖動人的歌聲，讓人回味無窮。                                                               |
| 2013 （第24屆） | 葛仲珊《Knock Out 葛屁》        | 嘻哈技巧道地，表現甚至比男歌手更好，歌壇無人能出其右。                                                                               |
| 2014 （第25屆） | 李榮浩《模特》                  | 吸收多元的音樂養分，用自己的方式重新詮釋。音樂不只有全面性更有成熟度，演唱、創作、製作功力兼備，是極具可塑性的新聲音。               |
| 2015 （第26屆） | BOXING樂團《BOXING》            | 吸收多元的音樂養分，風格新鮮獨特。現場表演互動精彩，有熱情又有傳唱度，展現音樂的生命力。                                             |
| 2016 （第27屆） | 謝震廷《查理 Progress Reports》 | 把生命能量注入創作中，用搖滾和饒舌來展現。起承轉合完整，更能擊中人心。                                                               |
| 2017 （第28屆） | 草東沒有派對《醜奴兒》          | 團員合作天衣無縫，不賣弄、不誇張，展現超強能量。現場演唱感染力已接近平地一聲雷，完全唱出年輕悶世代的心聲。專輯完整度極高，極受期待。 |
| 2018 （第29屆） | 茄子蛋《卡通人物》              | 打破音樂藩籬，巧妙揉捏新舊元素。從音樂中可以充分感受茄子蛋的天分和直覺性，創意獨樹一幟，未來發展值得期待。                           |
| 2019 （第30屆） | ØZI《ØZI: The Album》           | 享受創作，完成一張超越新人等級的作品。參與度高，除了創作和製作，也親自拍攝MV，是十分有才華及發展潛力的新人。                         |
| 2020 （第31屆） | 持修《房間裡的大象》            | 樂風獨特，渾然天成的美感和不受主流牽引的高品質創作，沒有傳統套路的包袱，未來值得期待。                                               |
| 2021 （第32屆） | ?te《A Bedroom of One's Own》   | 以獨特的音樂和唱腔展現感動面、歌聲的節奏和速度站上舞台，極具發展潛力。                                                               |
| 2022 （第33屆） | 珂拉琪《MEmento·MORI》          | 以讓人無法想像的音符及語彙，呈現新生代視角看台灣土地的多元。用拼貼重新學習長輩的語言，兼具現代和未來的重量。                         |
| 2023 （第34屆） | 洪佩瑜《明室》                  | 從歌唱比賽出身的好聲音，不但讓創作人願意獻出好作品，更讓新世代歌迷聽見華語音樂的可能性，下一步值得期待。                             |
| 2024 （第35屆） | 真愛《寶藏》                    | 從創作到演唱都展現超越新人的驚艷感，專輯完成度高，讓人更期待歌手的未來發展。                                                         |
| 2025 （第36屆） | 山姆《愚公》                    | 創作帶著意念，令人驚艷。結合full band和rapper的現場演出，氣場強大。以表演傳達文字的力量，發展潛力十足。                              |

## 外部連結
- 第35屆金曲獎頒獎典禮官方網站
- 歷屆金曲獎得獎入圍名單 （页面存档备份，存于），文化部影視及流行音樂產業局